# Platypalpus hians
Platypalpus hians är en tvåvingeart som beskrevs av Axel Leonard Melander 1902. Platypalpus hians ingår i släktet Platypalpus och familjen puckeldansflugor.
Artens utbredningsområde är Maine. Inga underarter finns listade i Catalogue of Life.